# Il sarto (album)
Il sarto è il secondo album in studio del DJ italiano DJ Jad, pubblicato il 29 gennaio 2010 dalla FunkySpaghetti e LaSartoria.

## Tracce
1. Il sarto (feat DJ Ronin) – 1:39
2. Se lo vuoi (feat Didie) – 3:49
3. Due settimane (feat Pino Pepsee) – 3:55
4. Ora o mai più (feat Uraz & Didie) – 4:59
5. Ancora noi (feat Lalla Francia & Paolo Brera) – 3:19
6. Qualcosa in più (feat Ghemon) – 3:43
7. Lampi che annunciano (feat Pino Pepsee) – 4:27
8. Sorrisi a tradimento (feat New Sport & Max TheLorean) – 4:21
9. Risposte (feat Primo & Diego Barbati) – 3:01
10. Ancora in piedi (feat Amir) – 3:17
11. Parli (feat DJ Enzo & Oscar White) – 2:53
12. Così lontani (feat Ensi) – 2:59
13. Mi sveglio (Sophia) – 3:23
14. Mi manca (feat Diego Barbati) – 3:37